# Шилово (Добривицька волость)
Шилово (рос. Шилово) — присілок в Бєжаницькому районі Псковської області Російської Федерації.
Населення становить 183 особи. Входить до складу муніципального утворення Чихачьовське муніципальне утворення.

## Історія
Від 2005 року входить до складу муніципального утворення Чихачьовське муніципальне утворення.

## Населення
| 2001 | 2002 | 2010 |
| ---- | ---- | ---- |
| 267  | ↘234 | ↘183 |